# Gabe Gross
Gabriel Jordan Gross (né le 21 octobre 1979 à Baltimore, Maryland, États-Unis) est un joueur de champ extérieur des Ligues majeures de baseball qui est présentement agent libre.
Son père, Lee Gross, est un joueur de football américain ayant évolué brièvement dans la NFL dans les années 1970.

## Carrière

### Blue Jays de Toronto
Gabe Gross est le choix de première ronde des Blue Jays de Toronto en 2001. Il est le 15e athlète sélectionné au total cette année-là. Il fait ses débuts dans les majeures avec les Blue Jays le 7 août 2004. Après deux années où il dispute une quarantaine de parties avec le club torontois, il change d'équipe le 7 décembre 2005 : les Jays l'échangent aux Brewers de Milwaukee avec les lanceurs Dave Bush et Zach Jackson, obtenant en retour le joueur de premier but Lyle Overbay et le lanceur Ty Taubenheim. 

### Brewers de Milwaukee
Gross voit immédiatement plus d'action au champ extérieur pour Milwaukee. En 117 parties jouées en 2006, il présente une moyenne au bâton de ,274 avec neuf coups de circuit et 38 points produits. Inconstant en offensive, il est échangé par les Brewers le 22 avril 2008. Ceux-ci l'envoient aux Rays de Tampa Bay en retour de Josh Butler, un lanceur. 

### Rays de Tampa Bay
Après une saison 2008 où il frappe pour ,242 et atteint un sommet personnel de 40 points produits, Gross connaît ses premières séries éliminatoires dans l'uniforme des Rays, sans grand succès. En Série mondiale, il ne réussit aucun coup sûr face aux éventuels champions, les Phillies, mais parvient tout de même à produire deux points lors du troisième match de la finale, à Philadelphie : d'abord avec un ballon-sacrifice, puis en étant retiré sur un roulant à l'avant-champ, les Phillies concédant un point sur ce jeu.
Sa moyenne au bâton n'est que de ,227 durant la saison 2009 avec six circuits et 36 points produits. Tampa Bay le laisse partir une fois la campagne terminée et il teste le marché des agents libres pour la première fois.

### Athletics d'Oakland
Le 31 janvier 2010, Gabe Gross rejoint les Athletics d'Oakland pour une saison. Présent dans 105 parties, il frappe dans une moyenne de ,239.

### Mariners de Seattle
Le 4 février, Gross, à nouveau agent libre, signe un contrat des ligues mineures avec les Mariners de Seattle. Au terme de l'entraînement de printemps, il est retranché de l'effectif et demande à être libéré de son contrat plutôt que d'être cédé aux ligues mineures.